# Joan Chemla
Joan Chemla, est une réalisatrice et scénariste française, née le 21 février 1984 à Neuilly-sur-Seine.

## Biographie
Après des études de droit et de journalisme, Joan Chemla écrit, produit, et réalise son premier court-métrage Mauvaise route. Suivront Dr Nazi, adaptation d'une nouvelle de Charles Bukowski (qui remportera le prix Canal+ au Festival de Clermont-Ferrand) et L'Homme à la cervelle d'or, adaptation d'une nouvelle d'Alphonse Daudet, avec Vincent Rottiers et Marine Vacth.
Son premier long-métrage, Si tu voyais son cœur, est sélectionné en compétition dans la section Platform du Festival international du film de Toronto en septembre. Cameron Bailey (en), directeur artistique du festival, présente la réalisatrice comme « quelqu'un qui fait des films personnels et qui aura une longue carrière. Il y a une signature ». Dans ce premier film, Joan Chemla retrouve son actrice Marine Vacth. Le rôle principal est interprété par Gael García Bernal.
Joan Chemla remporte le prix du meilleur réalisateur au festival international du film de Varsovie.

## Filmographie

### Réalisatrice
- 2008 : Mauvaise route (court-métrage)
- 2011 : Dr Nazi (court-métrage)
- 2012 : L'Homme à la cervelle d'or (court-métrage)
- 2017 : Si tu voyais son cœur